# José Carlos da Silva José
José Carlos da Silva José známý také jako José Carlos (* 22. září 1941, Vila Franca de Xira – 26. dubna 2025) byl portugalský fotbalista, střední obránce.

## Fotbalová kariéra
V portugalské lize začínal v týmu GD Fabril. V letech 1962–1974 hrál za Sporting Lisabon, se kterým vyhrál třikrát portugalskou ligu a čtyřikrát Portugalský pohár. Celkem v portugalské lize nastoupil ve 298 utkáních a dal 4 góly. Kariéru zakončil v tehdy druholigovém týmu SC Braga. V Poháru mistrů evropských zemí nastoupil v 10 utkáních a dal 1 gól, v Poháru vítězů pohárů nastoupil v 11 utkáních a v roce 1964 soutěž se Sportingem vyhrál a ve Veletržním poháru nastoupil v 15 utkáních. Za portugalskou fotbalovou reprezentaci nastoupil v letech 1961–1971 ve 36 utkáních. Na Mistrovství světa ve fotbale 1966 byl členem bronzové portugalské reprezentace, nastoupil ve dvou utkáních.

## Ligová bilance
| Ročník                        | Zápasy | Góly | Klub             |
| ----------------------------- | ------ | ---- | ---------------- |
| 1. portugalská liga 1960/1961 | 26     | 1    | GD Fabril        |
| 1. portugalská liga 1961/1962 | 25     | 0    | GD Fabril        |
| 1. portugalská liga 1962/1963 | 19     | 0    | Sporting Lisabon |
| 1. portugalská liga 1963/1964 | 12     | 1    | Sporting Lisabon |
| 1. portugalská liga 1964/1965 | 25     | 0    | Sporting Lisabon |
| 1. portugalská liga 1965/1966 | 25     | 0    | Sporting Lisabon |
| 1. portugalská liga 1966/1967 | 25     | 0    | Sporting Lisabon |
| 1. portugalská liga 1967/1968 | 24     | 0    | Sporting Lisabon |
| 1. portugalská liga 1968/1969 | 19     | 0    | Sporting Lisabon |
| 1. portugalská liga 1969/1970 | 23     | 0    | Sporting Lisabon |
| 1. portugalská liga 1970/1971 | 25     | 2    | Sporting Lisabon |
| 1. portugalská liga 1971/1972 | 22     | 0    | Sporting Lisabon |
| 1. portugalská liga 1972/1973 | 24     | 0    | Sporting Lisabon |
| 1. portugalská liga 1973/1974 | 4      | 0    | Sporting Lisabon |
| 2. portugalská liga 1974/1975 | -      | -    | SC Braga         |
| CELKEM 1. portugalská liga    | 298    | 4    |                  |